# Roman Hermann
Roman Hermann (født 27. marts 1953 i Schaan) er en forhenværende cykelrytter fra Liechtenstein. Hans foretrukne disciplin var banecykling, hvor han har vundet medaljer ved nationale, europæiske, og verdensmesterskaber.
Hermann vandt flere seksdagesløb, hvor sejren ved Københavns seksdagesløb i 1988 med makkeren Hans-Henrik Ørsted var én af dem. Sidste sejr kom året efter.